# Carlos J. Sierra
Carlos Justo Sierra Brabatta (Ciudad del Carmen, Campeche, 31 de marzo de 1933-17 de octubre de 2019) fue un escritor, historiador y novelista mexicano. Entre 1994 y 2002, fue director del Diario Oficial de la Federación. Fue miembro de la Sociedad Mexicana de Geografía y Estadística y miembro de número de la Academia Nacional de Historia y Geografía.[cita requerida]
Ha escrito libros de carácter patriótico, como el que trata del presidente mexicano Juárez; sus obras son clave en el estudio histórico y biográfico de Campeche, de donde es natural el autor y donde ha vivido por muchos años, así como son destacables sus raíces ancestrales en la ciudad de Campeche y en Ciudad del Carmen.
En 1972, participó en el programa El carruaje como asesor histórico.
Es descendiente indirecto de Justo Sierra Méndez, escritor y político, y de Justo Sierra O'Reilly, escritor, historiador y jurisconsulto. 
Se ha dicho, alegóricamente, que la obra de Carlos J. Sierra ha causado, ya, jurisprudencia en el tribunal del talento.

## Obra
Su obra incluye más de 110 libros, como:
- 21 de marzo. Relación histórica del natalicio del presidente Juárez (1983)[5]
- Los indios de la frontera (con Norteamérica)
- Pérez Prado y el mambo
- Historia de la navegación en la Ciudad de México
- Zapata, Señor de la Tierra, Capitán de los Labriegos
- Diccionario Biográfico de Campeche
- Paralelo 33: la vida más acá (Autobiográfico)
- La prensa liberal frente a la Intervención y el Imperio
- Juárez en la inmortalidad del 21 de marzo
- El ministro Pedro Guerrero Martínez[6]
- Juan Sánchez Azcona: Tribuno, legislador y diplomático

## Reseñas de sus obras
Sobre Breve historia de Campeche dicen en el Fondo de Cultura Económica:

Historia precisa, objetiva y acertada del proceso de surgimiento, formación y consolidación de este estado. Ofrece datos -antes desconocidos- verdaderamente curiosos. Presenta una excelente síntesis de la vida de la entidad, desde la época de los cacicazgos prehispánicos, hasta los años actuales. Relata dos características entrelazadas: la piratería y el amurallamiento de la ciudad. Nos narra, después de una pacífica independencia, la terrible Guerra de Castas; el desarrollo cultural y educativo que impulsó Justo Sierra y, llega al siglo XX, con la revolución en su típica forma antirreligiosa. Incluye tópicos específicos como la explotación del palo de tinte, el chicle, la pesca y, últimamente, el petróleo submarino. A través del texto, el lector adivinará la exuberancia y prodigalidad de la tierra campechana.

Desde sus raíces, Campeche ha sido rescatado por Carlos Justo Sierra, quien con agudeza, frescura y versatilidad nos presenta la visión quizá más completa de esta tierra siempre fértil, siempre fuerte.

## Distinciones
- En 1967 recibió las "Palmas Académicas" por la Academia Nacional de Historia y Geografía, bajo el auspicio de la UNAM, por su obra Inmortalidad de Morelos.
- En 1994 la Asociación Nacional de Abogados le concedió la "Presea al Mérito en la divulgación de la Cultura Jurídica".
- Premio Nacional de Antigüedad en el Servicio Público 2001.
- En enero de 2012 recibió la medalla "Justo Sierra Méndez", la máxima distinción del gobierno del Estado de Campeche.